# Lāčupe (stacja kolejowa)
Lāčupe (ros. Лачупе) – towarowa stacja kolejowa w miejscowości Ryga, na Łotwie. Położona jest na linii Zasulauks – Bolderāja, obsługującej zachodnią cześć Wolnego Portu Ryga.